# Shinkendo

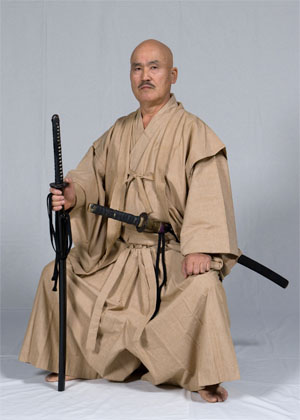
Toshishiro Obata, fondateur du shinkendo.

Le shinkendo (真剣道, 眞劍道, shinkendō) est un art martial fondé par sensei Toshishiro Obata, qui en est toujours l'instructeur-chef.

## Origine du mot
Shinkendo est formé de « shin », « véritable » ou « sérieux », de « ken », « sabre » ou « lame », et enfin de « do », « voie ». Le shinken désigne un sabre à lame aiguisée (contrairement à un iaito), « shinkendo » signifie donc « la voie du vrai sabre ».

## Présentation générale
Cet art martial japonais vise à inculquer le maniement du sabre japonais. Cet enseignement s'oriente autour de cinq aspects (gorin goho gogyo), dont les quatre premiers se pratiquent avec un sabre en bois, appelé bokken :
- suburi : exercices individuels de déplacements et maniements dans le vide ;
- battoho : exercices individuels visant à travailler « l'art de trancher en dégainant » ;
- tanren kata : exercices de combats codifiés contre un ou plusieurs adversaires imaginaires ;
- tachiuchi : exercices de combats codifiés avec partenaire(s) ;
- tameshigiri : tests de coupe sur cibles avec un shinken.

« Le shinkendo enseigne le maniement du sabre japonais de manière sûre et efficace. Les tests de coupe permettent aux pratiquants de perfectionner le positionnement des mains sur la tsuka (manche du sabre), de corriger son angle de coupe, d'adopter une position appropriée et une distance de combat plausible. Le matériel utilisé pour les tests de coupe consiste en des nattes de paille roulées (tatami omote makiwara) ou des tiges de bambou (take). La pratique des tests de coupe distingue ainsi radicalement le shinkendo des autres styles, sportifs ou philosophiques, de maniement du sabre. »